# Svatební kytice

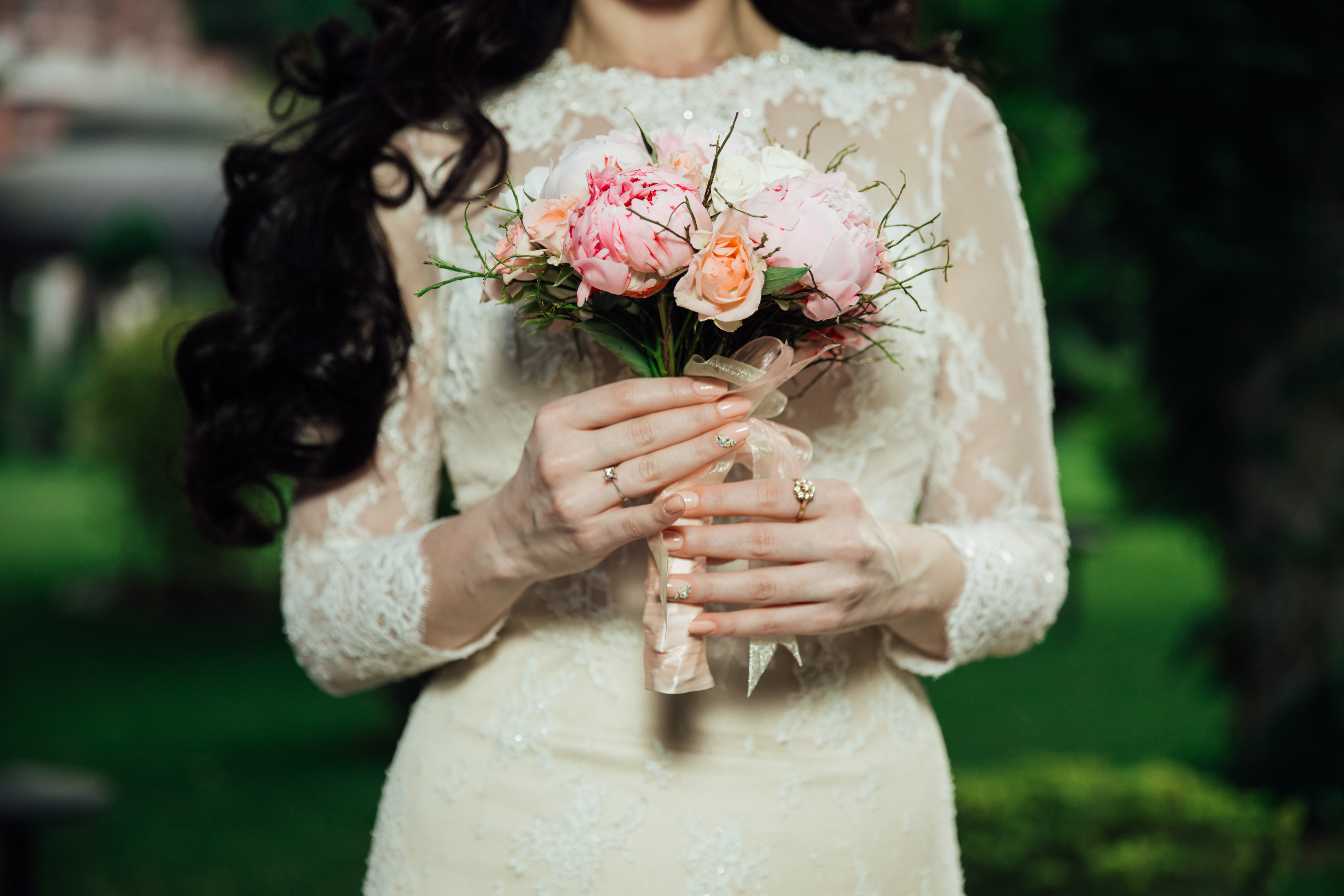
Svatební kytice, použití.

Svatební kytice je dekorativní objekt, jehož podstatnou část tvoří rostlinný materiál který je obvykle spojen v jeden celek, nebo vložen, vpíchnut do hmoty či konstrukce, která zajistí bezpečnou a snadnou manipulaci hotovým celkem. Používaným rostlinným materiálem při tvorbě svatební kytice jsou převážně květy a listy. Zřejmě nejčastějšími úpravami svatebních kytic jsou „nadčasové“ pravidelné kulaté kytice ve stylu biedermayer a převisající kytice, ovšem žádnou výjimkou nejsou kytice spojené s manžetou šatů, svatební kabelky a svatební košíky, svatební vějíře nebo svatební žezla (pro muže). Podle pojetí lze rozlišit dekorativní, lineární anebo vegetativní styl kytice. Oblíbeným rituálem na počátku 21. století v ČR, převzatým z četných amerických filmů je odhození svatební kytice do davu přihlížejících po obřadu. Taková svatební kytice by neměla obsahovat těžké nebo ostré části, nebo nechráněně umístěnou vypichovací hmotu, která se po dopadu rozprskne.

## Historie

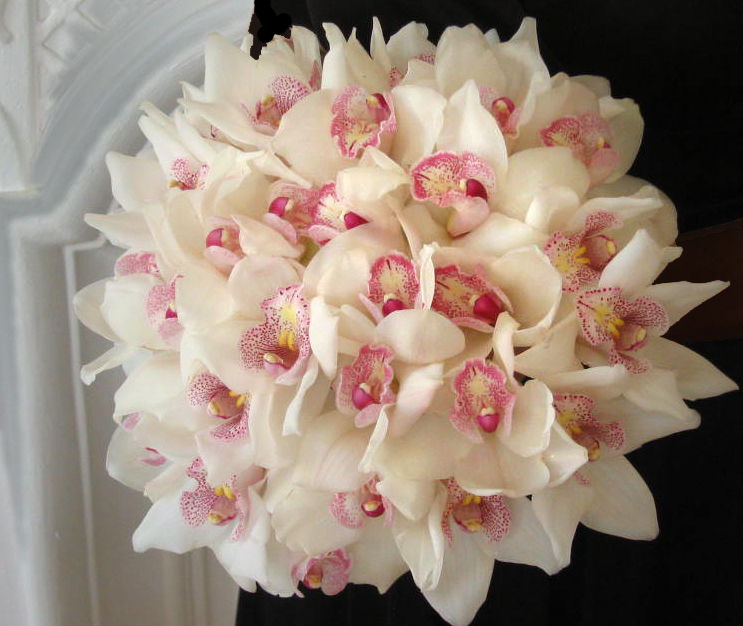
Svatební kytice z orchidejí

Úprava svatebních kytic byla poprvé vážně popisována v roce 1900, kdy vznikla první teorie o vazbě svatebních kytic. Jako kvetoucí materiál bývala do začátku a v polovině 20. století považována za nejvhodnější bílá květina pojmenovaná ve 20. století „kala“ (nově česky kornoutice africká Zantedeschia aethopica) v lichém počtu více kusů, obvykle jednostranně vyvázaná se zelení. Bývaly však i v bohatých kyticích používány růže a karafiáty (jednodruhové kytice), často v bílé barvě ale i v jasně barevných kombinacích. Na konci 20. století byly oblíbené orchideje různých pěstovaných tropických druhů (Vanda, Paphiopedilum, Phalaenopsis, Cattleya, Dendrobium, Cymbidium). Na počátku 21. století je častěji používáno směsi různých květin v blízkých barevných odstínech a zeleň v kytici může být i výraznější než květy. Mimo stuhy je využíván i další dekorativní neflorální materiál (např. korálky, ozdobné drátky apod.). Běžní zhotovitelé v 21. století nabízejí především kulaté (malé) kytice z růží (jedné barvy nebo blízkých odstínů) s květy hustě nahloučenými k sobě. Takové jednoduché kytice připomínají tvarem malé snopy sklizených květů.